# Silvan Wallner
Silvan Jeremy Wallner (* 15. Januar 2002 in Zürich) ist ein ehemaliger schweizerisch-österreichischer Fussballspieler.

## Karriere

### Verein
Wallner begann seine Laufbahn beim FC Zürich, bei dem er zur Saison 2019/20 in den Herrenbereich vorrückte. Sein Debüt für die zweite Mannschaft in der drittklassigen Promotion League gab er am 24. August 2019 (5. Spieltag) beim 0:0 gegen den FC Stade Nyonnais, als er in der Startelf stand. Bis Saisonende kam er zu drei Einsätzen für die zweite Mannschaft. Zudem gab er am 14. Juli 2020 (31. Spieltag) beim 0:4 gegen den FC Basel sein Debüt für die erste Mannschaft in der Super League. Dies blieb bis zum Ende der Saison sein einziger Einsatz in der höchsten Schweizer Spielklasse.
Im Laufe der Spielzeit 2020/21 wurde er in das feste Kader der ersten Mannschaft befördert und avancierte auf der rechten Aussenbahn zum Stammspieler des FCZ. In der Saison 2021/22 wurde Wallner mit dem FCZ Schweizer Meister, spielte allerdings nur fünf Mal. Zur neuen Saison schloss sich Wallner leihweise dem FC Wil in der zweithöchsten Liga an. Im Sommer 2023 kehrte Wallner nach einer Saison, in der der FC Wil mehrfach auf Platz 1 stand, zum FC Zürich zurück.
Im September 2024 wechselte er zum österreichischen Bundesligisten FC Blau-Weiß Linz, bei dem er einen bis 2026 laufenden Vertrag erhielt. Für Blau-Weiß spielte er fünfmal in der Bundesliga, ehe er im November 2024 22-jährig seine Karriere beendete. Wallner begründete dies mit der Unvereinbarkeit seines Glaubens und der im Fussball notwendigen Arbeit am Sabbat. In Medien wurde spekuliert, dass er Mitglied der Siebenten-Tags-Adventisten oder einer anderen Gruppe sei, Wallner betonte allerdings, dass er nicht Mitglied einer Kirche sei. Im Frühling 2025 besuchte er eine Bibelschule der Siebenten-Tags-Adventisten in Australien. Er sagte dazu in einem Interview, dass er bisher nicht Mitglied der Gruppe sei, sich aber «tiefgründig» mit «deren Ausrichtung» beschäftige.

### Nationalmannschaft
Wallner absolvierte von 2018 bis 2019 insgesamt drei Spiele für die Schweizer U-17- und U-18-Auswahl. Er absolvierte zwei Spiele für die U21-Auswahl.